# Maximiliano Caufriez
Maximiliano Caufriez (* 16. Februar 1997 in Beveren) ist ein belgischer Fußballspieler.

## Karriere

### Verein
Caufriez wechselte zur Saison 2014/15 aus der Jugend des RSC Anderlecht zu Standard Lüttich. Zur Saison 2015/16 schloss er sich Waasland-Beveren an. Im April 2016 debütierte er gegen Royal Excel Mouscron in der Division 1A. In seiner ersten Spielzeit bei Waasland-Beveren kam er zu vier Einsätzen, in denen er ein Tor erzielte. In der Saison 2016/17 kam er zu 22 Einsätzen. In der Saison 2017/18 absolvierte er 24 Partien in der höchsten belgischen Spielklasse, in der Saison 2018/19 31.
Nach dem Abgang von Milan Massop im Sommer 2019 wurde Caufriez zur Saison 2019/20 Kapitän von Waasland-Beveren. In der Saison 2019/20 kam er bis zum COVID-bedingten Saisonabbruch zu 29 Einsätzen. Nach vier Einsätzen zu Beginn der Saison 2020/21 wechselte der Innenverteidiger im September 2020 zum Ligakonkurrenten VV St. Truiden. Für St. Truiden kam er bis Saisonende zu 19 Einsätzen in der Division 1A. Zu Beginn der Saison 2021/22 kam er noch fünfmal für St. Truiden zum Einsatz, ehe er im August 2021 nach Russland zu Spartak Moskau wechselte. In seiner ersten Saison im Ausland kam er zu 17 Einsätzen in der Premjer-Liga.
Nach einem weiteren Einsatz zu Beginn der Saison 2022/23 wurde er im August 2022 nach Frankreich an Clermont Foot verliehen. Im Anschluss verpflichtete der Verein den Spieler fest. 2024 stieg er mit der Mannschaft in die Ligue 2 ab und verließ den Verein anschließend zunächst leihweise in Richtung des spanischen Erstligisten FC Valencia.
In Valencia kam er lediglich einmal in der Primera División zum Einsatz, woraufhin die Leihe im Januar 2025 abgebrochen und Caufriez an den österreichischen Bundesligisten FC Red Bull Salzburg weiterverliehen wurde. In Salzburg konnte er sich aber nicht durchsetzen, während der Leihe absolvierte er vier Partien in der Bundesliga.

### Nationalmannschaft
Caufriez spielte 2015 und 2016 für die belgischen U-18- und U-19-Teams. Im März 2018 kam er zu einem Einsatz für die U-21-Mannschaft.